# Reserva de la biosfera San Guillermo

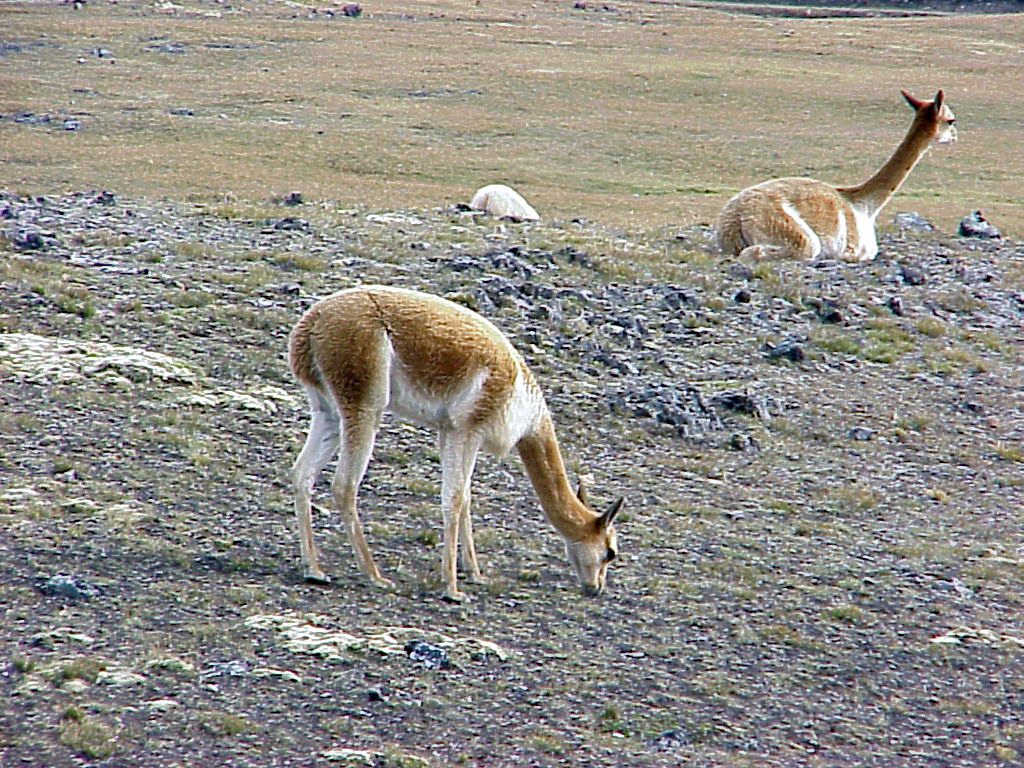
Fotografía de vicuñas en su hábitat natural en la región andina

La reserva de la biosfera San Guillermo, en el noroeste de la Provincia de San Juan, República Argentina, es una muestra del sistema de valles, estribaciones y montañas de los Andes, del oeste de las Provincia de Catamarca, Provincia de La Rioja, Provincia de San Juan y Provincia de Mendoza.
La Reserva de Biosfera se encuentra en dos provincias fitogeográficas: el Chaco y la región Andina. El Chaco es una región húmeda y selvática que se extiende por Bolivia, Paraguay, al noreste argentino y norte argentino. La región Andina consiste de diversas alturas con ríos de altura y lagos, con spp. migratorias como el flamenco y mamíferos como la vicuña Vicugna vicugna, el guanaco (Lama guanicoe).
La Reserva de Biosfera tiene pastos de Matorral subdesértico. También comprende sitios arqueológicos y asentamientos de los pueblos originarios, Cerro las Tórtolas (6323 m s. n. m.), Cerro las Flechas (5350 m s. n. m.), Cerro del Toro (monumento ceremonial). En 2005 vivían solo 300 hab. en la Reserva, ocupados en actividades mineras, algo de ganado y caza. Un Plan de manejo se está elaborando entre autoridades y comunidades.
En la actualidad dentro de la reserva se están desarrollando diversos proyectos mineros a cielo abierto, entre ellos Lama, que han llevado a la sociedad argentina a un intenso debate sobre la necesidad de proteger estos ambientes naturales.

## Tipo de Ecosistema
- Sistema mesetas y montañas
- Hábitats y tipos de cobertura de tierras.

### Flora y Fauna de montañas y valles
- Adesmia horrida, Adesmia pinifolia, Senecio oreophyton, Artemisia mendozana
- Pastos de tipo arbusto o no: Stipa frigida, Lamium spp., Adesmia horrida
- Matorral subdesértico abierto con pendientes y valles: jarilla Larrea divaricata, Bulnesia retama, Atriplex lampa
- Localización: 28°27' a 29°55'S; 69°05' a 70°02'W
- Punto central 29°10'S; 69°20'W
- Área total: 990 000 ha
- Área núcleo: 170 000 ha
- Zona de transición: 820 000 ha
- Alt (m s. n. m.): 2100 a 6380
- Año de designación: 1980
- Administración: "Administración de Parques Nacionales Subsecretaría de Política Ambiental" de la provincia de San Juan
- Investigación: camélidos, Vicugna vicugna, dinámica poblacional 
  - Inventario, especialmente Vicugna vicugna